# 玻璃娃娃案
玻璃娃娃案，又稱景文高中玻璃娃娃事件，是2000年9月13日发生于台湾台北市私立景文高級中學的一場意外死亡事件，患有成骨不全症的一位「玻璃娃娃」學生，在友人攙扶疏忽下跌倒重傷，搶救無果而不幸逝世。該案民事程序於二审判决時，透過新闻報導而引起了社會大眾的關心，也引發了社会对「好心是否也需量力而為」的爭論。

## 案发过程
本案中，原告之子顏姓少年為台北市私立景文高中（本案被告之一）資處科2年級的學生，因為患有成骨不全症（俗稱玻璃娃娃）的先天性體染色體遺傳疾病，因此而無法行走，行動不便，且患有該症之人，全身骨骼忍受外力衝擊的能力較正常人差，即使是輕微的碰撞，也會造成嚴重的骨折，故需要小心避免碰撞。
事情發生在2000年（民國89年）9月13日下午1時40分，當天顏姓少年的班級下午表訂於操場上體育課，然而因為下雨，所以該班白姓體育老師便將上課地點自操場改至該校謙敬樓地下室，而原本並不需要上體育課的顏姓少年在同班同學的詢問之下，表示願意前往地下室；隨後，陳姓少年（本案被告之一）詢問顏姓少年是否願意讓他抱下樓，顏姓少年說：「好」，陳姓少年始單獨負抱顏姓少年下樓梯。（因為該校並未設置完備的無障礙設施）然而在陳姓少年負抱顏姓少年時，由於下雨之故，樓梯地板溼滑，導致陳姓少年在過程中自樓梯上滑落，進而造成顏姓少年頭部鈍創、顱骨破裂及四肢多處骨折。
事發後，顏姓少年經同學立即送至該校醫護室，而該時身體並未有明顯外傷，尚與老師及同學交談，意識清楚，一再向老師要求切勿處罰陳姓少年，不希望陳姓少年因此受罰。另外，該校亦立即通知醫院救護車到場，並去電告知顏姓少年的家長，顏姓少年的家長指示不要救護車送，其大約十分鐘後即到達，故該生導師（本案被告之一）始告知救護車人員，並將之予以遣回。該生家長約於50分鐘後始到學校，校護曾向其抱怨為何如此遲至，該家長表示是自己沒說清楚，而在期間，顏姓少年的意識仍然清楚，且有提到腳痛，經校護檢查仍無外傷。後來經家長自行於當日下午3時送至恩主公醫院急救後，因顱內大量出血，於同日晚間8時20分不治死亡。

## 審判過程

### 第一審
本案一審93年4月9日臺灣臺北地方法院民事判決（91年重訴字2359號判決）中，就被告陳姓少年的部分，一審法院認定，陳姓少年是基於熱心自願於當日負責推送顏姓少年，其負抱顏姓少年至地下室上課的行為，係發揮同學間彼此照顧之美德，其行為並無可非難性，且該負抱係由顏姓少年同意，故亦無任何強迫行為或故意可言。再者，法院認定，陳姓少年對顏姓少年患有先天性染色體異常之俗稱「玻璃娃娃」症狀之身體狀況並不知悉，無特別照顧義務，陳姓少年既不負有何特別之注意義務，則其以平常之方式單獨負抱顏姓少年，雖因天雨樓梯溼滑而滑落樓梯間，而發生顏姓少年在摔倒後致死亡之結果，但陳姓少年至多對防止一般傷害須注意，超過此一程度應非屬其注意義務之範圍。而顏姓少年在受傷後意識清醒，甚且於顏姓少年的家長趕到學校時，顏姓少年尚因腿痛而罵了髒話而為他的家長制止，則如及時送醫應或不致發生死亡之不幸結果，惟因顏姓少年的家長通知校方暫勿送醫，其可自行赴學校處理，始有延誤送醫而生之死亡結果，惟此尚非陳姓少年所能注意或防止，即難認陳姓少年有何過失可言，故一審法院認定陳姓少年就顏姓少年的死亡結果並無任何可予非難者，即其行為並無任何故意過失，是以，原告顏姓少年的家長向陳姓少年請求損害賠償為無理由，陳姓少年自不負損害賠償責任。
又就該班體育老師的部分，一審法院認為，原告顏姓少年的家長並未就該師是否知悉顏姓少年患有成骨不全症之病症，故難認該師對於顏姓少年有何特別之注意義務，且雖然教學地點改至地下室，但該師並不知顏姓少年亦同往地下室欲上體育課，故自亦無指示陳姓少年負抱顏姓少年下樓之情，該師既不知發生上情，應無從注意，其就顏姓少年之死亡自亦無故意或過失責任可言。
另外就該生導師及校方，一審法院也均認為無故意過失，所以以原告（顏姓少年的家長）之訴無理由將之全部駁回。

### 第二審
本案在一審判決後，由顏姓少年的家長向臺灣高等法院提起上訴，二審法院做出的判決（93年上字433號判決）為本案受公眾矚目之原因，引發了「好心是否也需量力而為」的激烈爭論。
就陳姓少年的部分，高等法院認定，陳姓少年應非學校指定平日負責照顧顏姓少年之人，其對顏姓少年並無特別照護之義務，其因平日負責照顧顏姓少年之孫姓少年請假，而熱心自願照顧顏姓少年，負抱顏姓少年至地下室，僅應負一般人之注意義務。其雖係熱心好意負抱顏姓少年從樓梯下地下室，惟當日天雨，一般常人均會注意樓梯溼滑，應小心行走，負抱他人時更應小心謹慎，尤其陳姓少年知悉顏姓少年係成骨不全之玻璃娃娃，其身體遭受激烈碰撞可能導致死亡之結果，自應更為謹慎，以免滑落使顏姓少年受創，陳姓少年當時已滿16歲，應有此認知及判斷能力，當時亦無不能注意之情事，詎其負抱顏姓少年從樓梯下地下室時，應注意且能注意，而不注意樓梯地板溼滑，不慎跌倒，致顏姓少年跌落頭部鈍創、顱骨破裂及四肢多處骨折，送醫不治死亡，自欠缺一般人之注意義務，而應負過失責任。又台北地方法院少年法庭亦認陳姓少年觸犯《中華民國刑法》第276條第1項之過失致人於死罪刑罰法令，而裁定不付審理，交付其法定代理人嚴加管教確定。故顏姓少年的家長依《民法》第184條第1項規定，向陳姓少年請求損害賠償，尚屬正當，不能因其係熱心好意負抱顏姓少年即免其責任。
而就景文高中的部分，高等法院認為其未依法設置通往謙敬樓地下室電梯之無障礙設施，亦未對殘障之顏姓少年實施個別化體育教學，致發生須由陳姓少年負抱殘障之顏姓少年下地下室，而因天雨溼滑不慎跌倒，致顏姓少年受創死亡，違反《身心障礙者權益保障法》第4條、第23條規定，及《各級學校體育實施辦法》第10、11條等保護他人之法律，訴外人即景文高中校長胡樹斌於執行綜理景文高中校務時顯然有違反上開保護他人法律情事，故在此景文高中依《民法》第28條、第184條第2項及185條之規定應與陳姓少年連帶負損害賠償責任。
另外對於白姓體育老師及楊姓導師的部分，高等法院亦認定二人與顏姓少年之死亡無相當因果關係，因此不需要負損害賠償責任。
因此，高等法院判決，景文高中、陳姓少年，或被上訴人林惠美、陳姓少年，各連帶給付顏姓少年的家長分別為192萬3528元以及141萬4508元。

### 第三審
二審法院臺灣高等法院判決後，陳姓少年等人及景文高中向最高法院提起上訴，在第三審判決（94年台上字2374號判決）中，最高法院以：
1. 陳姓少年非學校指定平日負責照顧顏姓少年之人，其對顏姓少年並無特別照護之義務，應負一般人之注意義務云云，其所憑依據何在？
2. 究竟陳姓少年之行為，有無過失？過失程度為何？似有未明。
3. 原審既認定陳姓少年應負侵權行為責任，若謂其應負一般人之注意義務，則與侵權行為所應盡注意義務之關聯性如何，均未見原審說明其理由，尚屬可議。
4. 訴外人胡樹斌為景文高中校長，為原審所認定之事實，惟上訴人景文高中是否為財團法人，胡樹斌是否為該校有代表權之人，原審亦未查明，即命上訴人景文高中依民法第二十八條負責，亦有未洽。

等上述原因，裁定原審判決失效，依法退回高等法院重審。

### 更一審
在最高法院將本案發回後，臺灣高等法院於民國95年7月19日對本案再次做出判決（95年上更（一）字第6號判決）。
這次判決中，就陳姓少年的部分，高等法院認為，從下列幾點認為應該要從輕酌定其所應盡的注意義務，從而進一步的認定陳姓少年不負賠償責任：
- 侵權行為所以要求行為人應負善良管理人之注意義務者，蓋自被害人立場言，經法律承認之權益應受保障。侵權行為制度既以填補損害為目的，為維持社會的共同生活，自有必要要求行為人負擔抽象過失責任，方可保障一般人的權益不致任意受侵害。雖然如此，關於未成年人的過失責任，仍應以同年齡、具有相當智慧及經驗之未成年人所具注意能力為標準。由此觀之，注意能力不及善良管理人之程度者，令其負抽象過失責任，已逾越加害人所能注意之能力範圍，與負無過失責任無異。
- 陳姓少年基於熱心，主動負責推送負抱顏姓少年，嗣並單獨負抱顏姓少年下樓梯，均係「無償」之行為。按過失之責任，依事件之特性而有輕重，如其事件非予債務人以利益者，應從輕酌定，民法第220條第2項定有明文。本件既屬無償協助，得參酌上開立法之精神，自應從輕酌定陳姓少年之善良管理人之注意義務。
- 依民法無因管理之規定，管理人為免除本人之生命、身體或財產上之急迫危險，而為事務之管理者，對於因其管理所生之損害，除有惡意或重大過失者外，不負賠償之責，民法第175條定有明文。陳姓少年緊抱顏姓少年下樓，因學生所穿鞋子印濕樓梯，致樓梯溼滑，陳姓少年抱著顏姓少年連同自己同時滑落至樓梯間，顯見陳姓同學之行為，並無惡意或重大過失之情形，自不負賠償責任。[6]

所以就陳姓少年之過失注意義務，「應以同年齡、具有相當智慧及經驗之未成年人所具注意能力為標準，以及出於熱心無償助人且攸關公共利益者之特性，應從輕酌定，以免傷及青少年學生愛心之滋長。」因此，高等法院以「陳姓少年全心全力胸前抱著顏姓少年逐階下梯，視線已被阻隔，一時被前行隊伍踩濕之階梯，未及瞥見而生事故，難以苛責，滑落至樓梯間乃屬意料之外」、「即將摔倒之際，被上訴人陳姓少年仍緊抱顏姓少年不鬆手，連同自己一併摔倒。且被上訴人稱事發當時陳姓少年是被壓在顏姓少年的底下，如果一般人這樣子跌下去應該不會受傷那麼重」認定陳姓同學已盡心盡力，就一位熱心之高二青少年學生而言，其所負善良管理人之注意義務，應從輕酌定之，易言之，陳姓少年並無怠於其應盡之注意義務，故陳姓少年就顏姓少年的死亡結果，並無任何可予非難之處，自無須負賠償責任。
就景文高中之部分，高等法院認為，謙敬樓地下室既為下雨時學生上體育課之替代場地，即須配合身體障礙學生上課時使用，而應提供無障礙設備，以求完善。而系爭謙敬樓地下室經現場履勘，並未提供電梯無障礙設備以供身體障礙之學生使用，亦未對殘障之顏姓少年實施個別化體育教學，致發生須由陳姓少年負抱走下地下室，而因樓梯溼滑不慎跌倒，致顏姓少年受創死亡，景文高中顯有違反保護他人之法律，致生損害於顏姓少年，其又未能舉證證明無過失，依《民法》第184條第2項之規定，應負賠償責任。是顏姓少年
的家長請求景文高中負賠償責任，自屬有據。
最後，高等法院認定，顏姓少年的家長告知學校不願由到校之救護車送醫，而欲自行送醫，致延誤醫治。足見景文高中雖有過失，但顏姓少年的家長亦與有過失。因此依據民法217條第1項之規定，認過失責任應酌定為顏姓少年的家長10分之2、景文高中10分之8。所以最後經計算後判決景文高中須賠償顏姓少年的父母分別為新台幣107萬4,117元及64萬8,705元。

## 訴訟事件落幕
2006年8月15日「景文高中和顏姓少年家屬共同記者會」: 景文高中不再上訴並和玻璃娃娃家屬共同設立身障生獎學金，長達6年的司法訴訟，至此告一段落。
成骨不全症（玻璃娃娃）學生顏姓少年案，高等法院宣判校方須賠償顏家175萬元，景文高中決定尊重判決不再上訴，並和家屬各捐出50萬元，共同成立「景文高中顏姓少年急難救助獎學金」。
校方在8月15日舉行獎助學金捐贈儀式，顏家由大哥顏宗信、二哥顏凡韋代表出席，並與校方共同發表聲明：雙方尊重高院判決，不再提起上訴；對顏姓少年的不幸和顏家承受的傷痛與委屈，校方表達遺憾與歉意，並肯定當事人陳姓少年同學熱心助人的行為。 
經此事件，景文高中會更重視身障生的學習與輔導，也因案件帶給社會與學校成長與啟發，雙方各捐款50萬元，共計100萬元，以顏姓少年名義成立急難救助獎學金，化小愛為大愛，用以幫助校內其他身障學生。 
顏凡韋（同為成骨不全症患者）也在個人聲明中表示，他和雙胞胎弟弟顏姓少年最能體會彼此人生路上的艱難，弟弟意外喪失寶貴生命，對全家是難以彌補的重大打擊。提起訴訟的初衷，是因景文高中名列教育局招收身心障礙學生的學校，希望能藉此案例讓校方提供身障學生安全的求學環境。在長達6年的訴訟中，學校在改善無障礙空間上有很大進步，欣慰顏姓少年的犧牲喚起社會對身障生的權益重視，雙方願捐棄成見設置獎學金，為身障生略盡綿薄之力。 
景文高中校長許勝哲表示，事發後，學校著手改善無障礙環境，包括在階梯加設警示磚、止滑條、殘障坡道、階梯加裝扶手，盼提供29位身障生更安全的環境，並強調，助人是永恆的普世價值，感謝顏家讓此事圓滿落幕。

## 社會各界觀點
本案的二審判決引起了媒體的廣泛報導，輿論一片撻伐。許多人擔心，如此判決以後讓人怎敢協助身心障礙者，這將會造成寒蟬效應，使社會大眾不再勇於拔刀相助，協助弱勢族群，導致這個社會變得更冷漠。中華玻璃娃娃社會關懷協會理事長鄭淑勻更發表口頭聲明說，日後若有人因協助玻璃娃娃不慎受傷或致死，家屬將不予追究，希望社會大眾對玻璃娃娃持續伸出援手。
在另一方面，本案判決也造成老師們個個人心惶惶，擔心稍有不慎就必須要吃上官司，甚至面臨刑事追究。還出現過老師做出要弱勢學生簽切結書等希望能夠自保的行為。
而對於本案，前總統李登輝曾表示：「做好事的人沒有好報，反而被判賠償，遭受這樣的待遇，顯示社會價值已經喪失。」國民黨立委徐中雄更激烈的表示：「做出這種判決的法官必定是來自『黑暗星球』，才會扼殺人類文明的善良面，應該被判處的不是陳同學，是判決的法官。」
不過亦有人認為，這並非法官的問題，玻璃娃娃家屬向法院起訴請求賠償，是民事事件。民事事件原則上法官是不能有主張的，本件判決以「幫助他人需要衡量自身能力」為理由，判決被告陳姓少年同學交付保護管束，並賠償三百三十萬元，法官應該是依據原告即玻璃娃娃家屬一方所提出而斟酌判決的，而不是法官自作主張。同時，合議庭亦表示，「助人是好事，也肯定陳姓少年出於善意協助他人，但好心幫忙，一旦有過失卻一點責任都沒有，也說不過去，法官們僅能依法做出適法的判決。」合議庭指出，「他們花了頗多心思討論此案，只是法律對於只要有一點過失就有侵權的責任，才不得不沈痛做這樣的判決；原本他們也顧及陳姓少年出於善意，要替他酌減賠償金額，但陳姓少年、他的母親與景文高中在法律上屬於連帶債務關係，賠償金額需一致，才無法單獨替陳姓少年折抵。」
法律是否需要改進，應不應該將「好撒馬利亞人（Good Samaritan）」這種法理擴大適用，是個值得思考的問題。

## 參照
1. ↑  .   [2018-03-23]. （原始内容存档于2019-06-04）.
2. ↑  臺灣高等法院93年上字433號判決全文
3. ↑  .   [2018-03-23]. （原始内容存档于2019-06-08）.
4. ↑  孫友廉. . 臺北: 自由時報. 2005-12-30  [2016-01-08]. （原始内容存档于2016-03-04）.
5. ↑  .   [2018-03-23]. （原始内容存档于2019-06-03）.
6. ↑  類似見解，張哲源，情誼、侵權與景文玻璃娃娃案，財產法暨經濟法，2006年6月 (第6期)，頁81-110 （页面存档备份，存于）
7. ↑  「社福團體 聲援陳同學」 （页面存档备份，存于），自由時報94年8月27日報導
8. ↑  「玻璃娃娃影響 老師自保」 （页面存档备份，存于）、「弱視娃上學 家長被逼切結」 （页面存档备份，存于），自由時報94年9月7日報導
9. ↑  「玻璃娃娃事件 李登輝：社會價值喪失」，自由時報94年9月1日報導
10. ↑  「徐中雄：法官來自黑暗星球」 （页面存档备份，存于），自由時報94年8月27日報導
11. ↑  「不是法官的問題」，自由時報94年8月27日報導
12. ↑  「好心掩蓋過失 高院不認同」 （页面存档备份，存于），自由時報94年8月27日報導

## 外部連結
- 「玻璃娃娃」之死－「好心」的責任[永久]
- 社團法人先天性成骨不全症關懷協會（原中華玻璃娃娃社會關懷協會） （页面存档备份，存于）
- 玻璃娃娃 需要輕柔的呵護